# 와코시
와코시(일본어: 和光市)는 일본 사이타마현 남부에 있는 시이다. 전후 도쿄의 주택 지역으로 급속히 인구가 증가하였고 혼다의 공장 건설로 공업 도시로도 발전하였다.
인구 증가율은 1995년부터 2005년까지 10년 간 21%로 사이타마현의 시정촌 중에서 1위였으며 일본 전체에서도 10위 안에 들었다. 또 생산 가능 인구 비율도 75%에 이르러 일본 10위 안에 들었다.

## 지리
사이타마현 남부의 도쿄도와 접하는 위치에 있다.
지형적으로는 무사시노 대지 위에 있고, 동쪽 도쿄도 이타바시구와의 경계에 시라코강이, 북단에는 아라카와강, 신가시강이 흐른다. 중앙부를 동서로 지나는 도부 도조 본선을 경계로 하여 그 남부는 대지이며 북부는 저지이다.
도조선을 경계로 남쪽은 대규모로 개발되어 국가, 민간의 연구기관, 본사나 주택단지가 나란히 들어서면서 급속히 상업 집적이 진행되었다. 북쪽은 소규모로 개발된 주택지와 밭이 혼재해 있고 구획 정리가 실시되고 있는 지역도 있지만, 북쪽 출입구 역전은 아직 개발이 진전되지 않고 있다.
도쿄 외환 자동차도가 시내를 횡단하고 국도 254호선이 시내를 종단하며 시내에서 가까운 거리에 간에쓰 자동차도, 수도고속도로의 입구가 있다. 와코시에서는 도부 도조 본선과 지하철 유라쿠초선, 후쿠토신선을 이용할 수 있고 거주 지역에 따라서는 미타선, 오에도선, 세이부 이케부쿠로선도 이용할 수 있으므로 다른 지역으로 이동하기 쉬워 교통의 요충지가 되고 있다.

## 역사
에도 시대에 현재의 와코 지역은 3개의 촌으로 이루어져 있었고 니자군에 속해 있었다.
- 1869년 2월 9일(음력) - 3개 촌이 시나가와현의 소속이 되었다.
- 1871년 11월 14일(음력) - 3개 촌이 시나가와현에서 이루마현으로 이관되었다.
- 1873년 6월 15일 - 이루마현과 군마현의 합병으로 3개 촌은 구마가야현 소속이 되었다.
- 1876년 8월 21일 - 구마가야현이 분할되어 3개 촌은 사이타마현 소속이 되었다.
- 1889년 4월 1일 - 정촌제 시행과 함께 니쿠라촌, 시라코촌이 성립하였다.
- 1896년 3월 29일 - 니자군이 기타아다치군에 편입되어 니쿠라촌, 시라코촌은 기타아다치군 소속이 되었다.
- 1943년 4월 1일 - 니쿠라촌과 시라코촌이 합병해 기타아다치군 야마토정이 되었다.
- 1970년 10월 31일 - 야마토정이 시로 승격하면서 명칭을 변경해 와코시가 되었다.

## 교통

### 철도
- 도부 철도
  - 도조 본선

- 도쿄 메트로
  - 유라쿠초선
  - 후쿠토신선

### 도로
- 고속도로
  - 도쿄 외환 자동차도

- 국도
  - 국도 제17호선
  - 국도 제254호선
  - 국도 제298호선

## 인구
| 연도 | 인구   | ±%      |
| ---- | ------ | ------- |
| 1920 | 4,409  | —       |
| 1930 | 4,700  | +6.6%   |
| 1940 | 5,572  | +18.6%  |
| 1950 | 10,240 | +83.8%  |
| 1960 | 17,242 | +68.4%  |
| 1970 | 39,512 | +129.2% |
| 1980 | 49,713 | +25.8%  |
| 1990 | 56,890 | +14.4%  |
| 2000 | 70,170 | +23.3%  |
| 2010 | 80,744 | +15.1%  |
| 2020 | 83,989 | +4.0%   |